# Coup d'État de 1921 en Perse
Le putsch du 21 février 1921 ou l’événement du 3 Esfand 1299 est un coup d'État militaire en Perse, contre le gouvernement du Premier ministre Fathollah Akbar Sepahdar. Le coup d'État a eu lieu dans la nuit du 20 au 21 février 1921. Il fut mené par Seyyed Zia'eddin Tabatabai et par Reza Khan, commandant de la Brigade cosaque persane. Étaient directement impliqués, en outre, les officiers de la gendarmerie perse Massoud, Keyhan et Kazem Khan Sayah, ainsi que de l'officier cosaque Ahmad Amir Ahmadi. Le coup d'État conduisit à la destitution du Premier ministre Sepahdar et à la mise en place d'un nouveau gouvernement par Ahmad Shah Qajar avec comme Premier ministre Seyyed Zia al-Din Tabatabai. Reza Khan fut nommé commandant en chef des armées (Sardar Sepah), Massoud, Keyhan ministre de la Guerre et de Kazem Khan, gouverneur militaire de Téhéran. Bien que le coup d'État ait réussi, le nouveau Premier ministre, Seyyed Zia al-Din Tabatabai, resta en fonction seulement cent jours. Après sa démission, il fut remplacé par Ahmad Qavam.

## Les objectifs des putschistes

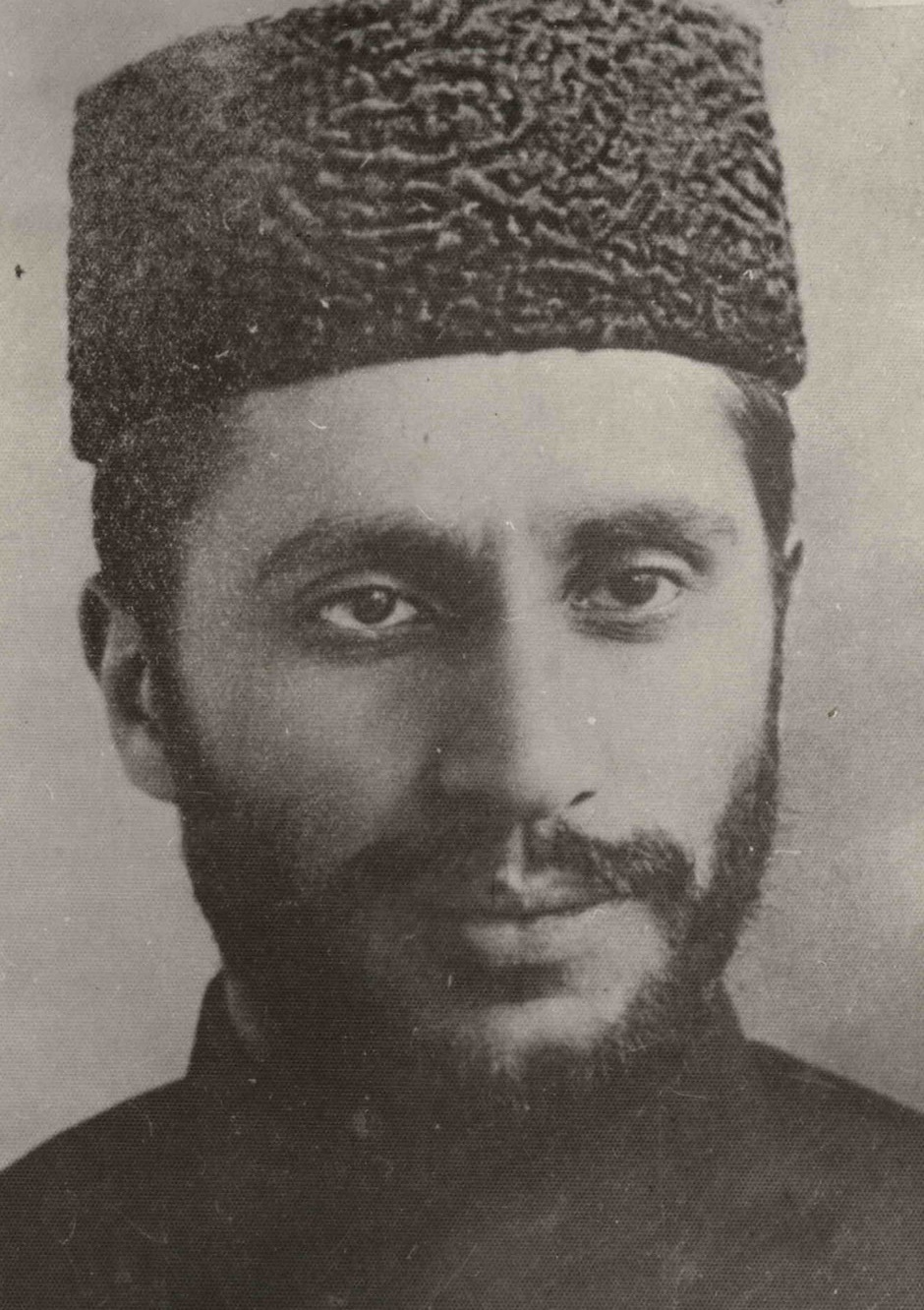
Seyyed Zia al-Din Tabataba’i

Immédiatement après le coup d'État, Seyyed Zia al-Din Tabatabai publia une déclaration dans laquelle les objectifs du putsch sont dévoilés. Il justifia la chute du gouvernement par le fait que, quinze ans après la révolution constitutionnelle, rien n'avait changé sur les rapports de pouvoir dans le pays. Le pays serait selon lui encore à la merci d'une petite classe d'oligarques, s'appropriant la richesse du pays selon son droit d'aînesse. L'objectif du coup d'État était de changer les rapports de force en Iran, dans le cadre d'un vaste programme de réforme.
Selon les projets de Tabatabaï, il faut en premier lieu réformer la justice, pour permettre au citoyen moyen de s'imposer. Les conditions de vie des ouvriers et des paysans devaient être améliorées. Des écoles devraient être construites et des enseignants recrutés. Également, l'État devrait se donner les moyens de contribuer au développement de l'économie, en particulier le commerce et l'industrie. Pour la capitale iranienne Téhéran et dans les autres grandes villes de l'Iran, il faudrait un plan local d'urbanisme, avec des places et des parcs comme en Europe. La politique étrangère devrait établir des rapports normalisés avec tous les pays étrangers. La situation politique devait aussi évoluer, car depuis la signature du traité anglo-iranien de 1919, l'Iran était devenu un protectorat britannique de fait. Pour cette raison, l'accord devait être révoqué. Seyyed Zia al-Din Tabatabai souligna qu'il avait été mandaté par Ahmad Shah en tant que nouveau Premier ministre pour gouverner le pays.

## Le déroulement du coup d'État

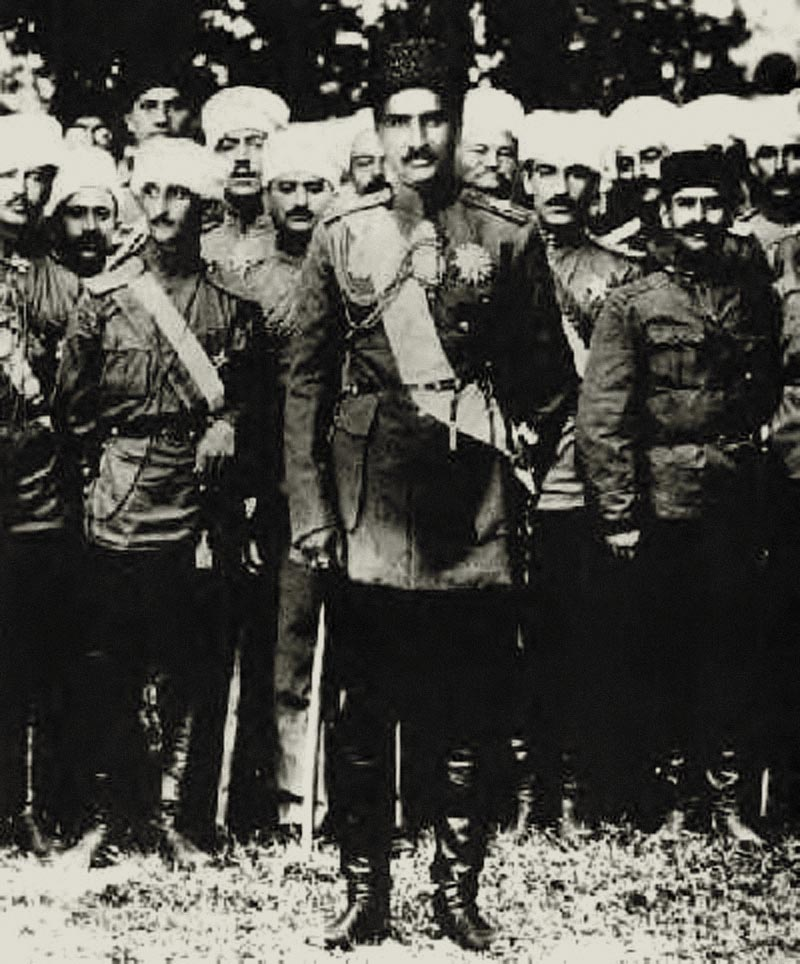
Reza Khan Sardar Sepah

Seyyed Zia Tabatabai avait d'abord contacté le général de brigade Mohammad Nachdschawan de la brigade Cosaque, pour savoir s'il voulait bien s'occuper de la partie militaire d'un putsch contre le gouvernement Sepahdar. Mais le général de brigade Nachdschawan avait refusé. Après cela, Seyyed Zia Tabatabai contacta Reza Khan pour savoir s'il se prêtait à l'organisation d'un putsch, et qu'il recevrait le haut commandement de l'armée en contrepartie. Ahmad Amir-Ahmadi, également membre de la Brigade cosaque et participant au putsch, retrace les événements : « Après qu'il fut décidé d'envoyer une plus grande unité de Cosaques à Qazvin, le général de brigade Reza Khan vint avec son contingent de troupes à Qazvin. Il m'a dit qu'il voulait parler avec des personnes influentes de Téhéran pour savoir s'il ne pouvait pas être commandant de la brigade cosaque persane. Quelques jours plus tard, nous nous sommes rencontré à nouveau à Qazvin, où il m'a dit qu'il avait discuté de son plan avec des personnes qui n'avaient pas d' objection à son plan mais que les officiers, en raison de leur ancienneté pour prétendre au poste, pourrait poser des objections. Nous avons décidé que Reza Khan écrirait une lettre à deux anciens officiers, y compris mon père, le général Mohammad Tofiqi Sardar Azim. J'ai apporté les lettres à Téhéran et ait reçu leur accord écrit qu'ils ne poseraient pas d'objections à ce Reza Khan soit promu commandant des Cosaques. » Le matin du 20 février 1921, Hassan Arfa (en), capitaine dans le deuxième régiment de gendarmerie à Téhéran, reçut un appel de son commandant le commandant Scheibani qui l'informait d'une révolte de la brigade cosaque persane, due au fait que les cosaques n'avaient pas reçu leur paie depuis des mois, et marchaient sur Téhéran, pour la réclamer. Il fallait s'attendre à ce qu'environ mille Cosaques atteignent Téhéran au soir. Arfa reçut l'ordre de sécuriser les parties occidentales de Téhéran avec son régiment. Concernant la question de savoir s'il devait ouvrir ou non le feu sur les Cosaques, il reçut comme réponse qu'il devait seulement répondre par le feu, si celui-ci était tiré.
À 20 heures, Ahmad Chah appela Arfa, pour se renseigner sur la situation. Elle était calme. Vers 21 heures, une avant-garde de la brigade cosaque était inspectée par l'avant-poste des gendarmes. À 23 heures, Arfa apprit que des coups de feu avaient été tirés dans le centre de la ville. Le commandant Scheibani confirma par téléphone que quelque 1500 Cosaques étaient venus ensemble avec des unités de la brigade de gendarmerie, passant par la porte de Gomrok à Téhéran. Place Toopkhaneh, les policiers n'auraient pas voulu résister et auraient été tués. Mais la situation était redevenue calme et Arfa put rappeler ses hommes dans les casernes. Aussi, le lendemain, tout resta calme. Mais le commandant Scheibani vint à la rencontre d'Hassan Arfa et l'informa que les Cosaques avaient renversé le gouvernement, et que le nouveau Premier ministre était Seyyed Zia al Din Tabatabai, et que Reza Khan était le nouveau commandant en chef, et que beaucoup de gens importants avaient été arrêtés.
Au lendemain, dans tous les édifices publics de Téhéran, on voit placardée aux murs la proclamation suivante, « connue » sous le nom de « Moi, j’ordonne…» : « Moi, j'ordonne : » « Tous les habitants de Téhéran sont tenus de garder le calme et d'obéir aux ordres des militaires. L'état de siège est décrété. passé huit heures du soir, hormis les militaires et les policiers, nul n'est autorisé à sortir de chez soi et à circuler dans les rues [...] La publication de tous les journaux et autres imprimés est suspendue jusqu'à la formation d'un nouveau gouvernement [...] Tout rassemblement dans les maisons et autres lieux est défendu. Dans les rues et lieux publics, tous rassemblement de plus de trois personnes sera dispersé par la force publique [...] Les débits de boissons alcoolisés, les théâtres, les cinémas, les lieux de jeux de hasard, seront fermés jusqu'à nouvel ordre. Toute personne prise en état d'ébriété sera traduite devant la justice militaire. Jusqu'à la formation d'un nouveau gouvernement, les administrations publiques, y compris la poste et le télégraphe, seront fermés. Seule l'administration qui assure la distribution des vivres reste autorisée à fonctionner. Toute personne contrevenant à ces dispositions sera déférée devant les tribunaux militaires et sévèrement punie. » « Commandant de la Division cosaque de Sa Majesté et commandant en chef des forces armées » « Reza »

## Le nouveau cabinet

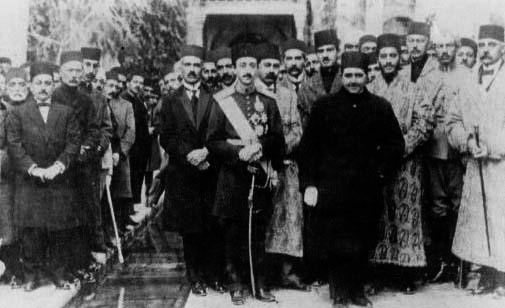
Ahmad Shah et le Cabinet de Sayyed Zia - De gauche à droite: Prince Shahab, le colonel Kazim Khan, Sayyed Zia'eddin Tabatabai (derrière à gauche d'Ahmad Shah), le roi Ahmad Shah en costume, derrière Ahmad Shah, à droite, le major Masood Khan, Mirza Mahmoud Khan Jam

Le 22 février 1921 (3 Esfand) Seyyed Zia Tabatabai reçut d'Ahmad Chah Qadjar son acte de nomination comme Premier ministre. Ahmad Chah proposa le choix d'un titre après ses propres présentations à Seyyed Zia. Seyyed Zia refusa les titres courants sous les Qâdjars et demanda à recevoir le titre de "dictateur". Ahmad Chah refusa. Il pensait que l'attribution du titre de "dictateur" allait affecter la dignité de la monarchie. Ahmad Chah publia un communiqué dans laquelle il confirmait Seyyed Zia Tabatabai comme nouveau Premier ministre. Reza Khan recevait le titre "Sardar Sepah" (commandant en chef) des armées.
Le cabinet du premier ministre Tabatabai se composait, à l'exception de Reza Gholi Hedayat, de personnes qui n'avaient occupé aucun poste politique important jusqu'à cette date :
- Premier Ministre et Ministre de l'Intérieur : Seyyed Zia al Din Tabatabai
- Ministre des affaires étrangères : Mahmoud Jam
- Ministre des finances : Issa Fayz
- Ministre de l'éducation : Reza Gholi Khan Hedayat
- Ministre de la Justice : Mostafa Adl
- Ministre de la Santé : Ali Aschgar Nafisi
- Ministre de la Guerre : Masoud Keyhan
- Ministre des plans et constructions publiques : Mahmoud Khan Movaqar
- Ministre des Postes et Télégraphes : Taqi Khan Moschir A’zam (Chadschawi)

Dès les premiers jours de son gouvernement, Seyyed Zia affronta des difficultés considérables, comme Mohammad Mossadegh, gouverneur de la province du Fars, et Ahmad Ghavam, gouverneur de la province du Khorassan, refusaient de reconnaître le nouveau gouvernement central. Seyyed Zia tint au parlement un discours enflammé contre la classe politique corrompue qui défendait durement ses privilèges du temps pré-parlementaire (avant la révolution de 1906) et avait amené le pays au bord de la ruine.
En matière de politique extérieure, le gouvernement de Seyyed Zia pouvait espérer des succès avec la signature du traité d'amitié soviéto-iranien du 26 février 1921. Dans le contrat, l'intégrité territoriale iranienne complète était assurée. Tous les anciens contrats entre la Russie et l'Iran, y compris le traité de Turkmanchai du 22 février 1828 et le traité de Saint-Pétersbourg, furent annulés. L'Iran accorda à la Russie le droit de faire circuler ses bateaux sur la mer Caspienne avec leurs propres drapeaux et librement.
À l'intérieur d'un programme de réforme politique, Seyyed Zia stipulait que tout le système juridique de l'Iran devait être modernisé et conforme aux normes européennes. Seyyed Zia convoqua une commission de réforme placée sous la direction de Mohammad Ali Foroughi. Le ministère des Finances a d'abord été fermé pour réformer la fiscalité et les questions financières fondamentalement. Mais le pays ne possédait pas les moyens financiers nécessaires pour stimuler l'économie ou investir dans les infrastructures. Seyyed Zia prévoyait une réforme agraire : les terres des propriétaires fonciers devaient être distribuées aux agriculteurs qui travaillaient la terre comme ouvriers agricoles pour ces mêmes grands propriétaires fonciers. Il est vite apparu que la réforme agraire était un projet tout à fait irréaliste. La seule chose que le gouvernement pouvait appliquer directement fut l'interdiction de vendre de l'alcool, et que les magasins dussent être fermés le vendredi et les jours de fêtes religieuses. Avec cette mesure, le nouveau gouvernement fit des Arméniens chrétiens et des marchands du bazar ses adversaires.
La brigade cosaque persane, en tant que seule force de stabilisation à l'intérieur du pays, dirigée par Reza Khan, avait fait ses preuves. Reza Khan, qui, en tant que commandant de la brigade cosaque, ne possédait pas de position au sein du Cabinet, poursuivit la lutte contre les mouvements séparatistes dans le nord de l'Iran.
Deux mois après le coup d'État, le 21 avril 1921, un conflit éclata entre Reza Khan et le Premier ministre Tabatabai. Tabatabai avait nommé quelques officiers britanniques commandants consultatifs de la brigade cosaque persane à l'insu de Reza Khan. Reza Khan ordonna à ses soldats de ne pas suivre les ordres des officiers britanniques. Ensuite, il exigea de Tabatabai le poste du ministre de laGguerre, puisqu'il n'acceptera pas, en tant que commandant de la Brigade cosaque et chef des armées, de recevoir des ordres non pas seulement d'Ahmad Chah mais aussi de l'officier de gendarmerie et ministre de la Guerre Masoud Keyhan. Pour régler la divergence entre Reza Khan et Masoud Keyhan, Tabatabai remania son cabinet. Reza Khan devint ministre de la Défense et Masoud Khan ministre sans portefeuille.
Le 6 mai, un autre conflit éclata dans le cabinet. Reza Khan exigeait du premier ministre Tabatabai que les gendarmes qui étaient subordonnés au ministère de l'Intérieur soient placés sous la direction de son ministère. Il s'agissait de réunir la brigade cosaque et de la gendarmerie sous l'égide d'une armée iranienne nationale. Le premier ministre Tabatabai était d'accord.

## Les arrestations

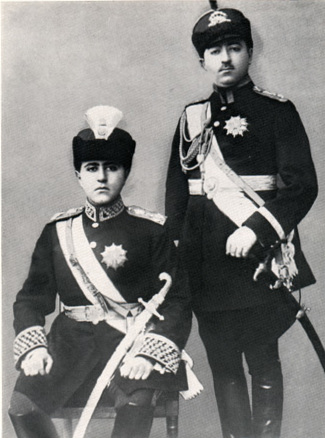
Ahmad Shah Qadjar et le prince héritier, son frère Mohammad Hassan Mirza.

Le coup d'État fut dirigé contre la monopolisation par la couche conservatrice des grands propriétaires terriens de la classe politique iranienne. Immédiatement après le coup d'État, il y eut une grande vague d'arrestations. Tout d'abord, d'anciens membres du gouvernement, tels que Najaf Qoli Khan Samsam al-Saltaneh, Saad al Dowleh, Abdol Majid Mirza Eyn-al-Dowleh et Abdol Hossein Mirza Farmanfarma furent arrêtés. Un mois après le coup d'État, presque tous les hommes politiques depremier rang, et la plupart des propriétaires avaient été arrêtés à quelques exceptions près. Dans l'ensemble, ce fut un groupe de personnes d'environ 200 personnes. Restaient libres le Premier ministre évincé Fathollah Khan Akbar, Hassan Mostofi, Hassan Pirnia, Hossein Pirnia, Najaf Qoli Khan Samsam al-Saltaneh, les chefs de tribus Bakhtiari et Saheb Echatiar, conseiller d'Ahmad Shah et Maghrour Mirza, ministre de la Cour d'Ahmad Shah.
Les personnes arrêtées furent accusées de s'être enrichies illégalement dans les années depuis la révolution constitutionnelle et de n'avoir payé aucun impôt ou droit. On demandait à leurs familles de verser les 4 millions de toman d'impôts qui seraient restés impayés, sans quoi ils seraient traduits en justice et jugés en conséquence. Contre Abdol Hossein Farmanfarma et deux de ses fils aînés Abbas et Firouz, on présenta des preuves tangibles de détournement de fonds, de vol et d'extorsion de fonds d'assassinats. Ils furent menacés d'être condamnés à la peine capitale.
Les allégations et les menaces, cependant, ne firent quasiment jamais appliquées. Sous le gouvernement de Tabatabai, il n'y eut pas une seule procédure judiciaire qui aboutit. Les prévenus ont tous refusés de payer sauf Hosein Ali Qaragozlou (Amir Nezam), l'un des principaux propriétaires de Kermanshah et d'Hamadan. Hosein Ali Qaragozlou paya 25 000 tomans pour sa libération.

## Le Premier ministre Seyyed Zia Tabatabai démissionne

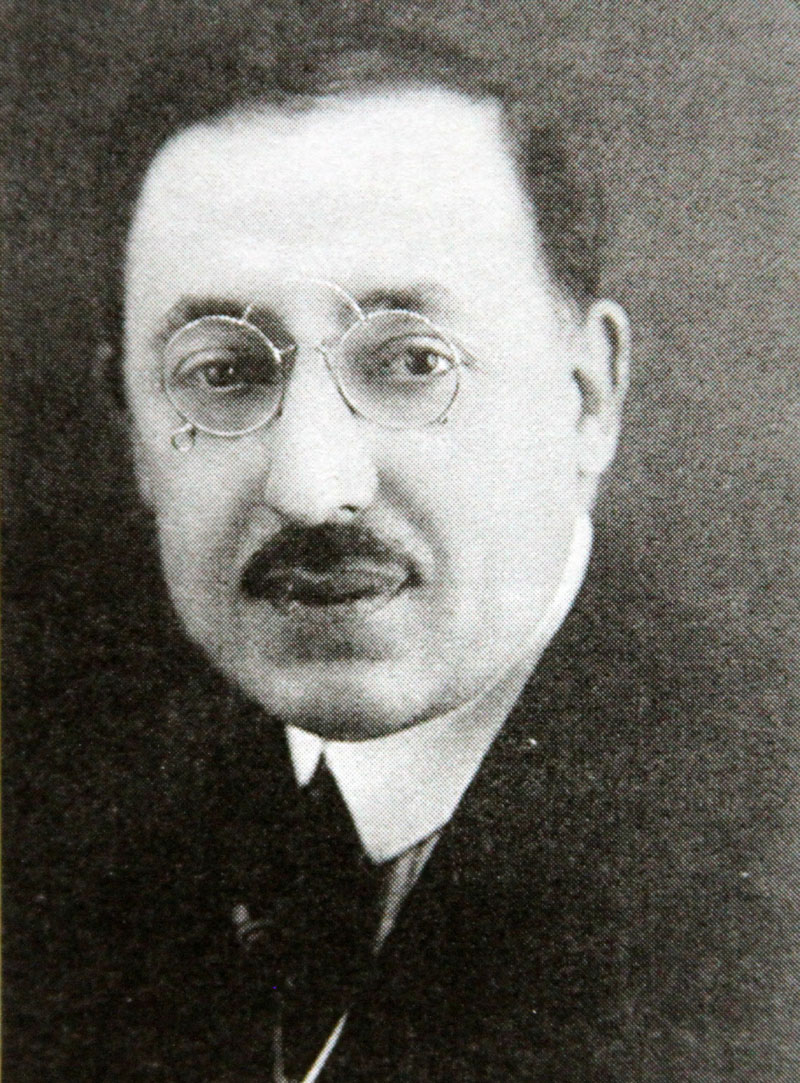
Ahmad Ghavam

Ahmad Shah, qui approuvait Seyyed Zia Tabatabai au début, n'a plus soutenu le programme des réformes plus radicales. Des hommes politiques et des princes de la famille impériale avaient été arrêtés par le Premier Ministre ; Ahmad Shah planifia une opération pour renverser Zia. Ahmad Shah demanda le 23 mai 1921 à Reza Khan, de demander à Seyyed Zia Tabatabai de démissionner. Après sa démission, il devrait quitter le pays. En contrepartie, il recevrait un dédommagement du Trésor public. Seyyed Zia reçut 25 000 Toman en espèces pour couvrir ses frais de déplacement, démissionna et quitta Téhéran. Le nouveau Premier ministre, Ahmad Ghavam, rendit immédiatement leur liberté à tous les propriétaires. Il renonça au remboursement des impôts précédemment requis.
Avec la démission de Tabatabai et la prise en charge du bureau de Premier ministre par Ahmad Ghavam, la situation politique à Téhéran sembla revenir à la normale. Dans le nouveau gouvernement remanié, Reza Khan resta ministre de la Défense. Le ministère des Finances fut repris par Mohammad Mossadegh, qui avait renoncé à son poste de gouverneur en faveur d'un bureau ministériel à Téhéran. Le Premier ministre Ghavam annonça une série de réformes telles que la mise en place d'un nouveau système juridique, la levée des droits de cession et l'embauche d'experts étrangers pour consolider les finances publiques. Ainsi, son programme politique différait légèrement des objectifs des putschistes de Tabatabai.
Cependant Ghavam ne devait même pas rester une année Premier ministre. Le 24 janvier 1922 Ghavam perdit le soutien du Parlement et démissionna. Cependant, le nouveau premier ministre Hassan Pirnia dut à son tour démissionner le 25 mai 1922. Ahmad Ghavam devint à nouveau Premier Ministre. Sous son gouvernement eurent lieu des événements aussi importants que la défaite du mouvement séparatiste du colonel Pesyans, grâce notamment à Reza Khan, la réorganisation des finances et de la fiscalité iranienne, lancée avec le soutien d'experts financiers américains comme Arthur Millspaugh. Un des objectifs de Ghavam était de parvenir à un accord économique avec l'Union soviétique. Mais à cause des exigences soviétiques trop importantes, notamment à propos d'une concession pétrolière dans le nord de l'Iran, Ghavam finit par démissionner le 26 janvier 1923.
Hassan Mostofi reprit la direction du gouvernement. Reza Khan étant ministre de la Défense et Mohammad Ali Foroughi ministre des Affaires étrangères. Hassan Mostofi avait une forte opposition au Parlement, dirigé par Hassan Modarres depuis le début. Ne disposant pas du soutien d'Ahmad Shah, Mostofi démissionna en juin 1923 et Hassan Pirnia le remplaça. Reza Khan voulait devenir Premier ministre, mais sa candidature était sans espoir, comme il n'avait pas de majorité au Parlement. Et Ahmad Shah s'y serait opposé, jugeant Reza Khan trop ambitieux. Reza Khan resta donc ministre de la Défense. Mais après qu'Hassan Pirnia eut présenté sa démission le 23 octobre 1923, le parlement iranien choisit  le 28 octobre 1923 Reza Khan pour diriger le gouvernement.

## La menace communiste
L'implication de l'armée britannique et de l'ambassade britannique dans la préparation et l'application du coup d'État, ne peut pas être éclairci, même aujourd'hui. Ce qui est certain, c'est que le gouvernement central de l'Iran début 1921 était politiquement impuissant. Les troupes communistes étaient descendues du nord du pays vers Téhéran. Le gouvernement iranien s'était déjà résigné à la sécession des provinces du nord de l'Iran et planifié le déplacement de la capitale vers le sud du pays.
La situation économique était également dramatique. L'État iranien se trouvait au bord de la banqueroute. L'Iran était alors une société agricole : des 10 millions d'Iraniens, 90 % vivaient de l'agriculture. Un quart des habitants étaient des nomades. Seulement 20 % de la population vivait dans des villes. Il n'y avait pas une économie iranienne planifiée, puisque les produits agricoles servaient en grande partie à l'autoconsommation ou étaient vendus sur les marchés locaux. Le pays ne possédait pas non plus d'industrie. Il n'y avait aucun chemin de fer et seulement quelque 100 kilomètres de rues fixées. La Turquie et l’Égypte en comparaison possédaient déjà à ce moment-là un réseau ferroviaire de 4 500 km de longueur.
Le voisins du nord de l'Iran étaient tombés sous l'influence des mouvements communistes. L'Armée rouge avait occupé la République démocratique de Géorgie le 11 février 1921 et bâtit une République socialiste soviétique de Géorgie. Et le 27 avril 1920, l'Armée rouge envahissait l'Azerbaïdjan, la République démocratique d'Azerbaïdjan étant bientôt remplacée par une République socialiste soviétique d'Azerbaïdjan. Dans le nord de l'Iran, une République soviétique iranienne avait été créée avec le soutien de l'Armée rouge. Les adversaires politiques des communistes craignaient que l'ensemble de l'Iran tombe sous l'influence de la Russie communiste.

## Le retrait des troupes britanniques

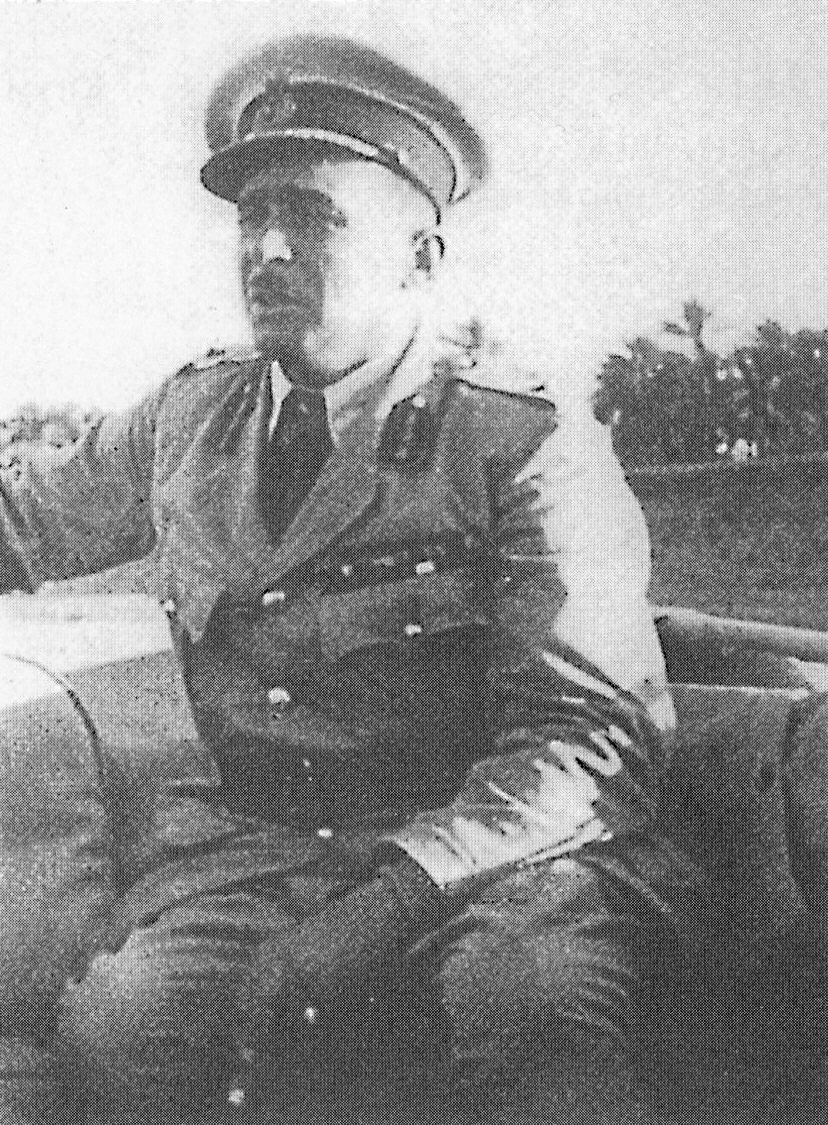
Le général Edmund Ironside en Iran, 1920

Stationnées dans le nord de l'Iran, des troupes britanniques (Norperforce) avaient échoué à arrêter l'avance de l'Armée rouge. Pour cette raison, le gouvernement britannique avait décidé de retirer ses troupes de l'Iran et d'établir une nouvelle ligne de défense en Irak. Dans le nord de l'Iran, une Armée rouge iranienne indépendante avait été mise en place avec l'aide soviétique. Après le retrait des troupes britanniques de l'Iran, la brigade cosaque persane, seul corps d'armée persan en état de fonctionnement, devait mener le combat contre l'Armée rouge iranienne.
Le général Sir Edmund Ironside dut diriger le retrait des troupes britanniques et réorganiser la brigade cosaque persane avec l'aide des officiers britanniques, afin qu'ils soient en mesure d'arrêter l'avancée des forces communistes sur Téhéran. La première conversation dans cette affaire fut dirigée par le général Ironside avec le commandant de la brigade cosaque Sardar Homayun en octobre 1920. Sardar Homayun avait été nommé justement par Ahmad Shah et ne se considérait pas lui-même comme un soldat. La nomination d'Homayun en tant que commandant en chef de la brigade cosaque était moins redevable à ses capacités militaires qu'à ses liens personnels avec Ahmad Shah. Homayun avait eu avant ce jour seulement le commandement des corps de troupe qui accompagnaient Ahmad Shah lors de l'exercice des fonctions cérémoniales. Il n'avait aucune expérience du combat et était complètement surchargé avec le poste du commandant en chef. La première inspection de la brigade cosaque persane par le général Ironside en novembre 1920 mit en lumière que les soldats ne possédaient pas de vêtements d'hiver. De nombreux soldats ne disposaient même pas de chaussures. Avant un déploiement militaire, la brigade devait donc être rééquipée et réorganisée de toute urgence. En particulier, un commandant devait être trouvé pour être en mesure de prendre en charge les tâches militaires en cours. Ironside demanda au colonel Smyth de laisser la brigade cosaque obtenir ses premiers vêtements d'hiver et chaussures.
Lors de sa tournée d'inspection générale, Ironside remarqua que les unités de Tabriz avaient appliqué « une meilleure idée. » L'unité avait marché après une bataille victorieuse contre les combattants communistes à la passerelle Manjl de Qazvin pour alimenter leurs blessés et les rééquiper. Lorsque le général Ironside demanda s'il pouvait parler au commandant, il fut présenté à Reza Khan. Ironside, évidemment impressionné par Reza Khan, décida après lui avoir parlé que Reza Khan devrait prendre maintenant le commandement de la brigade cosaque. Reza Khan reçu l'ordre d'Ironside de réorganiser la brigade et de la rendre opérationnelle. Le colonel Smyth permit de fournir l'assistance financière et technique nécessaire à la brigade cosaque.
À sa première rencontre avec Ahmad Shah en décembre 1920, le général Ironside ne réussit pas à convaincre Ahmad Shah de la nécessité de mettre le budget iranien à la disposition du réarmement de la brigade cosaque. Ahmad Shah avait d'autres problèmes : il demanda à Ironside s'il ne pouvait pas plutôt organiser un transport d'argent pour lui, qui consistait à transporter les monnaies persanes et françaises disponibles dans le palais (d'une valeur d'un demi-million de livres sterling) en camion de Téhéran à Bagdad sur la côte du golfe Persique et ensuite en bateau à Bombay. Le général Ironside proposa à Ahmad Shah de vendre les monnaies à la banque impériale de Perse, ce qu'Ahmad Shah refusa. À partir de janvier 1921, le général Ironside rencontra une deuxième fois Reza Khan. La brigade cosaque était maintenant en meilleur état que lorsqu'il ne l'avait vue en novembre 1920. Le colonel Smyth rapporta à Ironside que l'amélioration de l'alimentation et de la formation militaire sous la direction de Reza Khan avait considérablement augmenté le poids militaire de la brigade et que les officiers commandants britanniques pourraient bientôt être retirés.
Le 15 février 1921 le général Ironside a rencontré une dernière fois Ahmad Schah. Ahmad Schah décora le général Ironside du l'Ordre du Lion et du Soleil et se plaignit que les Britanniques retirent leurs troupes de l'Iran, ce qui pouvait être dommageable pour l'Empire britannique. Ironside recommanda à Ahmad Shah de faire de Reza Khan le commandant officiel de la brigade cosaque, mais ne reçut aucune réponse. L'ambassadeur britannique Norman avait auparavant informé le général Ironside que la brigade cosaque perse devait être libérée de la garde britannique quatre semaines après le retrait des troupes britanniques de Qazvin. Le lendemain, le général Ironside alla à Qazvin et quitta l'Iran par avion pour gagner Bagdad, le 17 février 1921.
Il y a eu beaucoup de spéculations quant à savoir si le général Ironside avait aidé à la préparation du coup d'État ou si l'ambassade britannique avait été impliquée dans les plans de coup d'État. Le général Ironside écrit dans son journal: « Je crois que tout le monde pense que j'ai organisé ce coup d'État. Je suppose que, strictement parlant, je l'ai fait aussi. » L'ambassadeur britannique Norman a toujours nié toute implication dans le coup d'État.

## L'avènement de Reza Khan

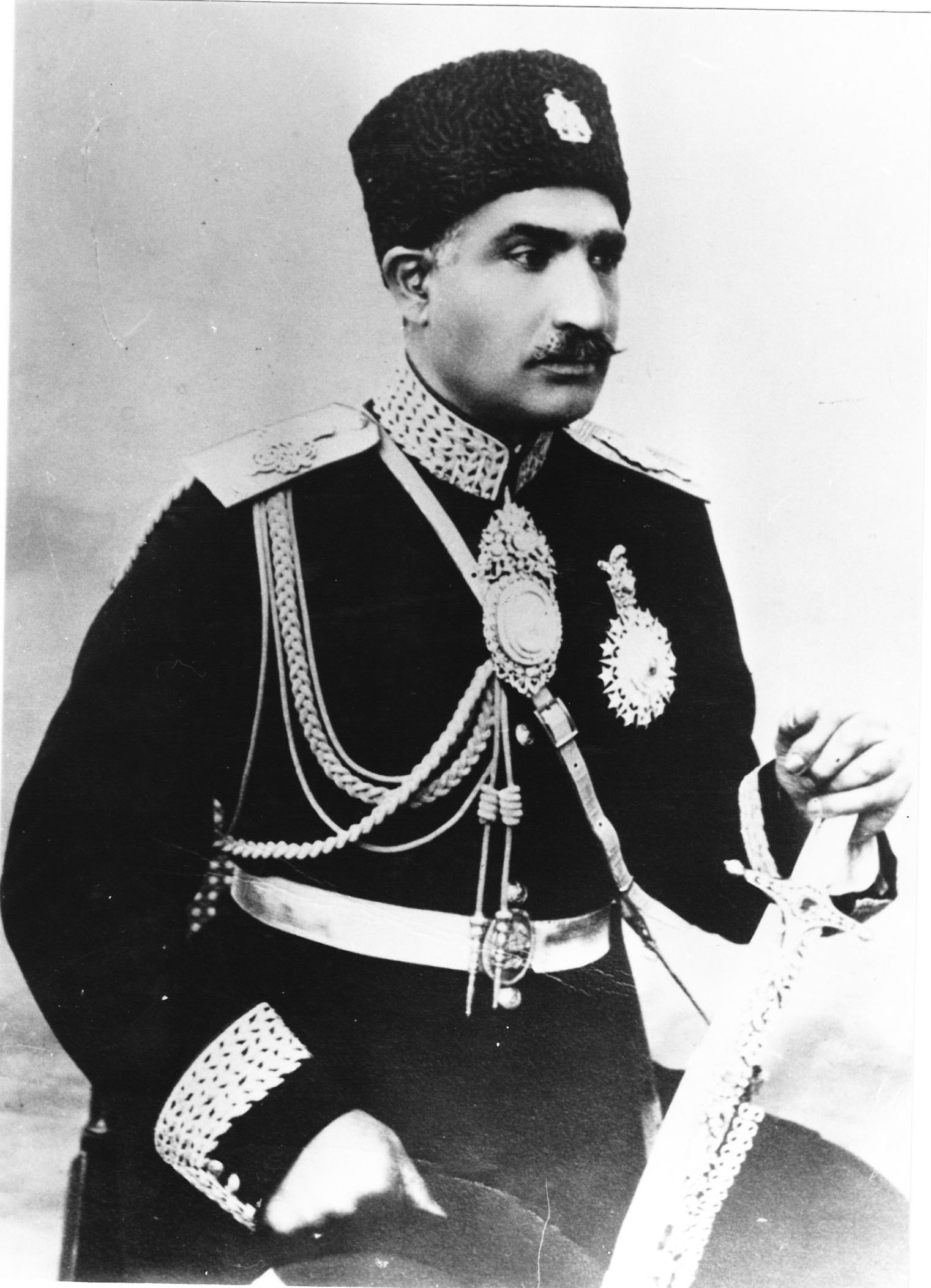
Reza Khan, devenu premier Ministre, profita de l'absence prolongée d'Ahmad Chah pour faire chuter la dynastie Qadjar et mettre en place la sienne : la dynastie Pahlavi, en 1925. Il prit le nom de Reza Chah Pahlavi.

Quelques jours avant le coup d'État, Ahmad Schah avait dit à l'ambassadeur britannique : « ... qu'il avait décidé de quitter le pays en tant que personne privée. Il avait parlé avec son frère, le prince héritier Mohammad Hassan Mirza et lui avait offert le trône. Ce dernier lui a dit qu'il ne voulait rien savoir du trône et n'était pas prêt à prendre sa succession. Ahmad Shah pensait que l'Iran allait devenir une république, et qu'il ne pourrait pas voir ce qui se passerait avec une République iranienne. » L'analyse historique des événements du 21 février 1921 est resté longtemps débattue. Il y avait plusieurs raisons. Le leader politique incontesté du coup d'État, Seyyed Zia Tabatabai, avait quitté l'Iran après sa démission et a essayé de commencer une nouvelle vie à l'étranger. Le chef militaire du coup d'État, Reza Khan, était occupé avec la construction de l'armée et de nombreuses opérations militaires en Iran contre les mouvements séparatistes et communistes. Ni Seyyed Zia encore Reza Khan n'ont laissé de documents écrits, servant de documentation ou de sources sur la préparation et l'exécution du coup d'État. Lors du premier anniversaire du coup d'État, Reza Khan annonça avec une proclamation spéculative que le coup avait été organisé par les Britanniques : « ... Je considère moi-même qu'être considéré comme une force motrice derrière le coup d'État est un honneur. Je suis celui qui a fait suivre ce chemin, et je ne le regrette pas. » Le nom de Seyyed Zia Tabatabai ne figure pas dans cette déclaration. Les autres alliés du coup d'État ne sont pas mentionnés.
Pour cette raison, les événements du 21 février 1921 ont donné lieu à de nombreuses spéculations et hypothèses. Après le couronnement de Reza Khan qui prit le nom de Reza Shah Pahlavi, le 3 Esfand (22 février), le jour où Reza Khan avait reçu le titre de Sardar Sepah fut déclaré jour férié. Reza Khan assuma ensuite l'entière responsabilité du coup d'État. Ses soutiens aussi bien que ses adversaires virent dans le coup d'État une première étape de son ascension.
Dans le cadre de l'analyse historique du coup d'État, la question a été discutée de savoir comment un officier de la brigade cosaque inconnu en politique avait pu accéder au Shah. En particulier, le rôle du général Sir Edmund Ironside, qui commandait les troupes britanniques en Iran à ce moment, est centre des discussions. En outre est étudiée l'influence de l'ambassadeur britannique Norman, qui était mécontent du gouvernement du Premier ministre Sephadar et cherchait un « homme fort » qui pourrait remplacer Sepahdar au poste de Premier ministre .
Cyrus Ghani, qui a publié une analyse complète des événements, écrit : « Après le coup de février 1921, les observateurs les plus perspicaces ne pouvait prévoir que Reza Khan était destiné au trône. On aurait pu croire que Reza Khan avait agi pendant plusieurs années en tant que ministre de la guerre. Qu'il se retire comme un officier de l'armée décoré sur ses nouvelles grandes propriétés foncières acquises, après avoir achevé sa tâche principale, à savoir la mise en place d'une armée iranienne, et assurer l'exercice du pouvoir par le gouvernement central à travers l'Iran. Même si vous portiez l'énergie, la détermination et l'intelligence du projet de loi de Reza Khan, il a été jugé impensable qu'un soldat de la brigade cosaque deviene ensuite Premier ministre ou renverse une dynastie et le que Shah, autrefois présenté comme « l'ombre de Dieu » et « centre de l'univers », ait vu sa position et son prestige décroître. »

## Ouvrages
- Cyrus Ghani: Iran and the rise of Reza Shah. From Qajar collapse to Pahlavi rule. Tauris, London u. a. 1998,  (ISBN 1-86064-258-6).
- Yves Bomati, Houchang Nahavandi, Mohammad Reza Pahlavi, le dernier shah, 1919-1980, Paris, éd. Perrin, 2013  (ISBN 9782262035877)